# Guillermo Ronzoni
Guillermo Ángel Ronzoni (1899 Argentina - Buenos Aires, Argentina, 1 de julio de 1974) fue un jugador y entrenador de fútbol argentino. Jugaba de defensor en el Club Atlético Independiente de Avellaneda.

## Biografía
Guillermo Ángel Ronzoni surgió de inferiores de Independiente, donde jugaba como mediocampista.
Debutó en la primera el 8 de julio de 1917 en La Plata ante Gimnasia, haciendo un gol en la victoria de su equipo por 2 a 0.
En noviembre de 1923 hubo un incidente en un partido ante River, fue expulsado y suspendido para jugar en la Liga conjuntamente con otros dos jugadores del plantel, entre ellos la figura del equipo, Manuel Seoane. Al haber dos ligas simultáneas (entre 1919 y 1926), se fue a jugar a El Porvenir (junto con Seoane), que militaba en la Asociación Argentina. También participó de dos amistosos en la Selección Nacional en ese período.
Volvió al rojo y su último partido fue con una derrota contra Boca 0-3 donde agredió al referí Lorenzo Martínez y lo expulsaron definitivamente (ya había una sola liga).
Fue varios años capitán del equipo en el rojo. Hombre de mucho temperamento y mediocampista excelente. Su juego eficaz y su don de caudillo lo hicieron uno de los mejores de la Argentina en su puesto.
Jugó en total 261 partidos en la primera de Independiente, entre 1917 y 1927, marcando 47 goles.
En la Selección Nacional jugó 6 partidos entre 1922 y 1924, sin marcar goles.
En la cuarta fecha de 1938, asumió la dirección técnica sólo, antes la compartía con Cuesta Silva que era una especie de preparador físico. Allí se mantuvo hasta fines de 1940.
Es el primer y único técnico surgido de inferiores de Independiente que logró títulos nacionales en el profesionalismo. En 1938 y 1939 ganó la triple corona: La copa Ibarburen (contra un equipo de Rosario), la Copa Aldao o del Río de la Plata (contra el campeón uruguayo) y el campeonato local.
Ronzoni también jugó al básquet en la primera de Independiente, y luego de su retiro fue cobrador del club. 
Falleció el 1 de julio de 1974, mismo día que el entonces presidente Juan Domingo Perón.